# پورودین (آلکسیناتس)
پورودین (به صربی: Porodin) یک منطقهٔ مسکونی در صربستان است که در الکسیناتس واقع شده‌است. پورودین ۱۵۴ نفر جمعیت دارد.